# (5687) Yamamotoshinobu
(5687) Yamamotoshinobu (1991 AB1) – planetoida z grupy pasa głównego asteroid okrążająca Słońce w ciągu 5,21 lat w średniej odległości 3 j.a. Odkryta 13 stycznia 1991 roku.